# Унява
Унява (пол. Uniawa) — гірська річка в Україні, у Тисменицькому районі Івано-Франківської області, у Галичині. Ліва притока Стримби, (басейн Дністра).

## Опис
Довжина річки 20 км, похил річки 2,8 м/км, площа басейну водозбору 34,1 км², найкоротша відстань між витоком і гирлом — 16,26  км, коефіцієнт звивистості річки — 1,23 . Формується багатьма безіменними струмками.

## Розташування
Бере початок у селі Тисменичани на висоті приблизно 320 м над р. м. Тече переважно на північний схід через Братківці (висота потоку річки 281,9 м над рівнем моря) і в Хом'яківці впадає у річку Стримбу, ліву притоку Ворони. 
Населені пункти вздовж берегової смуги: Марківці.

## Цікавий факт
- Між селами Братківці та Хом'яківка річку перетинає автошлях Н10, а також залізницю. На правому березі річки на відстані 3 км розташована станція Марківці, а на лівому березі на відстані 5 км — станція Хриплин.